# سیارک ۱۱۸۲۳۰
سیارک ۱۱۸۲۳۰ (به انگلیسی: 118230 Sado، نامگذاری:1996WY2) صد و هجده هزار و دویست و سی‌امین سیارک کشف شده‌است که در ۳۰ نوامبر ۱۹۹۶ کشف شد.